# Parque Natural Municipal Lagoa do Sambico
O Parque Natural Municipal Lagoa do Sambico é uma unidade de conservação localizada no município de Timon (MA).

## Histórico
A unidade de conservação foi criada inicialmente como uma Estação Ecológica por meio do Decreto Municipal nº 32 de 1993, em uma região em que predomina a vegetação herbácea no entorno de uma lagoa permanente de cerca de 02 hectares de área. A área do Parque é de 8,05 hectares, com perímetro 1.373,27 metros. 
Estudos ambientais indicam, no entanto, que a Lagoa do Sambico não pode ser considerada uma típica lagoa de planície fluvial, pois foi formada pelo represamento do escoamento superficial da Avenida Piauí, alimentada pelas águas pluviais, e que seguem para o rio Parnaíba.
Por meio da Lei Municipal n° 1.754/2012, teve sua classificação alterada para Parque Natural, em razão da construção de um shopping na região.

## Conservação e biodiversidade
O local abriga uma fauna diversificada, como capivaras, jacarés, aves de várias espécies e peixes.
No entanto, a unidade apresenta forte degradação ambiental, provocada pela construção de residências e comércios, desmatamento, despejo de esgotos, descarte de lixo e falta de fiscalização.